# Grand Prix automobile de Nîmes 1947
Le Grand Prix automobile de Nîmes 1947 est une course automobile qui s'est courue sur la commune de Nîmes en 1947.

## Contexte

### Pilotes
À la suite d'une mésentente dans l’Écurie France, Louis Chiron apparaît comme premier pilote, poste occupé jusqu'alors par Eugène Chaboud. Ce dernier claque la porte accompagné de Charles Pozzi et Henri Trillaud et récupère sa Delahaye personnelle d'où à Nîmes une nouvelle répartition des voitures.

Fred Ashmore court sur une ERA appartenant à son ami et associé en affaires Reg Parnell.
Eugène Chaboud sur Delahaye 135CS. Le n°40 ayant été attribué à l’Écurie France Chaboud apparaît toujours comme en faisant partie. Les engagements ayant été pris longtemps à l'avance il en sera ainsi pendant plusieurs courses de la saison 47.

le Prince Bira court sur une Maserati 4CL engagée par son cousin le Prince Chula.

Benoît Falchetto engagé par Société SIMEN. Il dispose d'une Bugatti Type 50 transformée en monoplace et moteur ramené de 4 900 cm3 à 4 500 cm3. C'est aussi sa troisième participation au Grand Prix de Nîmes. À la suite du Grand Prix de Nice de 1946 couru sur une Peugeot Darl'mat, Falchetto revient en 1947 pour le GP de Marseille le 18 mai (Il sera non-partant pour ennuis mécaniques), le GP de Nîmes, GP de Belgique le 29 juin et le GP de Nice. À la fin de l'année Falchetto perd son fils âgé de 7 ans, renversé par une voiture. Falchetto ne court plus après cette tragédie.

Eugène Martin s'engage sur une Frazer-Nash. C'est en fait une BMW 328 qu'il a profondément modifiée  à cause de l'interdiction aux firmes allemandes de participer au épreuves internationales.

Jean-Pierre Wimille forfait de l'Equipe Gordini qui préfère s'aligner dans la Coupe Robert Benoist.

Quelques pilotes sont engagés au dernier moment et ne figurent pas sur le programme :

Louis Decaroli court sur une antique Bugatti Type 37A qu'il possédait depuis avant la guerre.
François Michaud pilote une Maserati 4CL engagée par lui-même et louée à la Scuderia Milan.
Louis Rosier sur Talbot T150SS engagée par lui-même.

### Circuit
Le tracé du circuit est constitué d'un morceau de la route nationale 87 et de routes faisant le tour de l'aérodrome de Nîmes-Courbessac. La construction pris du retard à cause du déminage du site, qui servait de poudrière pendant la guerre. Le circuit est finalement terminé en 1947 et le résultat est concluant. Il peut accueillir 50 000 spectateurs grâce à de grandes tribunes et une colline surplombant le tracé. La piste fait un minimum de 7 mètres de largeur alors que le minimum réglementaire est de 5. Pour la sécurité, dix-sept postes de commissaires, un passage souterrain et une piste faisant le tour du circuit sont construits. Grâce à ces équipements, le circuit est classé parmi les cinq meilleurs d’Europe.     

## Déroulement de l'épreuve
La course est menée d'une main de maître par Luigi Villoresi.

## Classement de la course
| Pos | Pilote                    | Voiture          | Tours | Temps/Abandon     |
| --- | ------------------------- | ---------------- | ----- | ----------------- |
| 1   | Luigi Villoresi           | Maserati 4CL     | 70    | 3 h 39 min 59 s 4 |
| 2   | Louis Chiron              | Talbot Lago T26  |       |                   |
| 3   | Reg Parnell               | Maserati 4CL     |       |                   |
| 4   | Raymond Mays              | ERA B-Type 'R4B' |       |                   |
| 5   | Charles Pozzi             | Delahaye 135     |       |                   |
| 6   | Yves Giraud-Cabantous     | Delahaye 135     |       |                   |
| 7   | Enrico Platé              | Maserati 4CL     |       |                   |
| 8   | Fred Ashmore              | ERA A-Type       |       |                   |
| 9   | Raph                      | Maserati 4CL     |       |                   |
| 10  | Edmond Mouche José Scaron | Talbot 150C      |       |                   |
| 11  | Henri Trillaud            | Delahaye 135 S   |       |                   |
| 12  | Pierre Meyrat             | Delahaye 135 S   |       |                   |
| Abd | Philippe Étancelin        | Maserati 4CL     |       |                   |
| Abd | Raymond Sommer            | Maserati 4CL     |       |                   |
| Abd | Prince Bira               | Maserati 4CL     |       |                   |
| Abd | Louis Decaroli            | Bugatti 37A      |       |                   |
| Abd | Louis Rosier              | Talbot 150SS     |       |                   |
| Abd | François Michaud          | Maserati 4CL     |       |                   |
| Abd | Maurice Trintignant       | Delage D6.70     |       |                   |
| Abd | Henri Louveau             | Delage D6.70     |       |                   |
| Abd | Pierre Levegh             | Delahaye 155     |       |                   |
| Abd | Eugène Chaboud            | Delahaye 135 S   |       |                   |
| Abd | Benoit Falchetto          | Bugatti 35       |       |                   |
| Abd | Marcel Balsa              | Talbot 150C      |       |                   |
| Abd | Jean Achard               | Delage D6.70     |       |                   |
| Abd | Eugene Martin             | BMW 328          |       |                   |

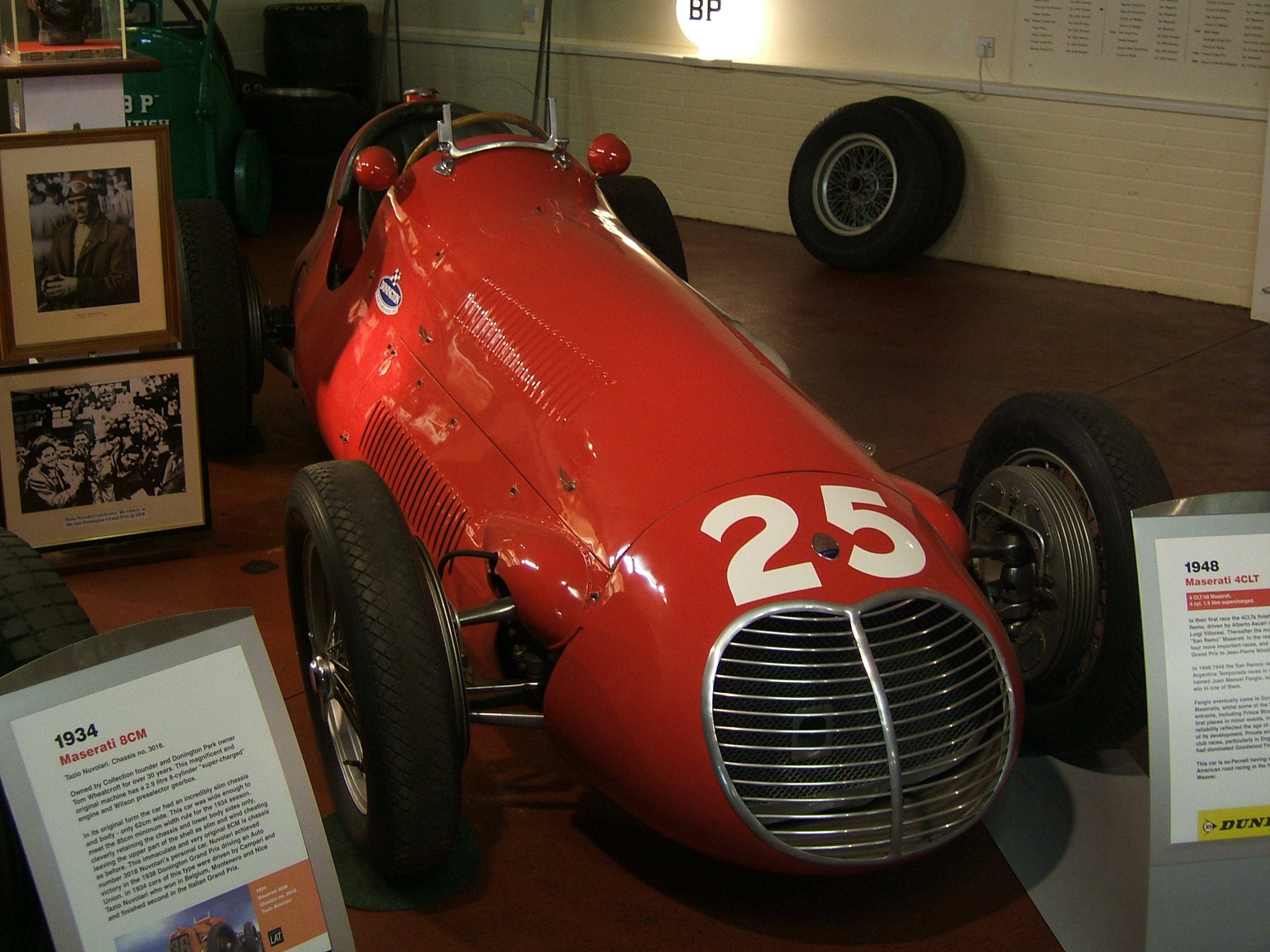
Maserati 4CLT/48
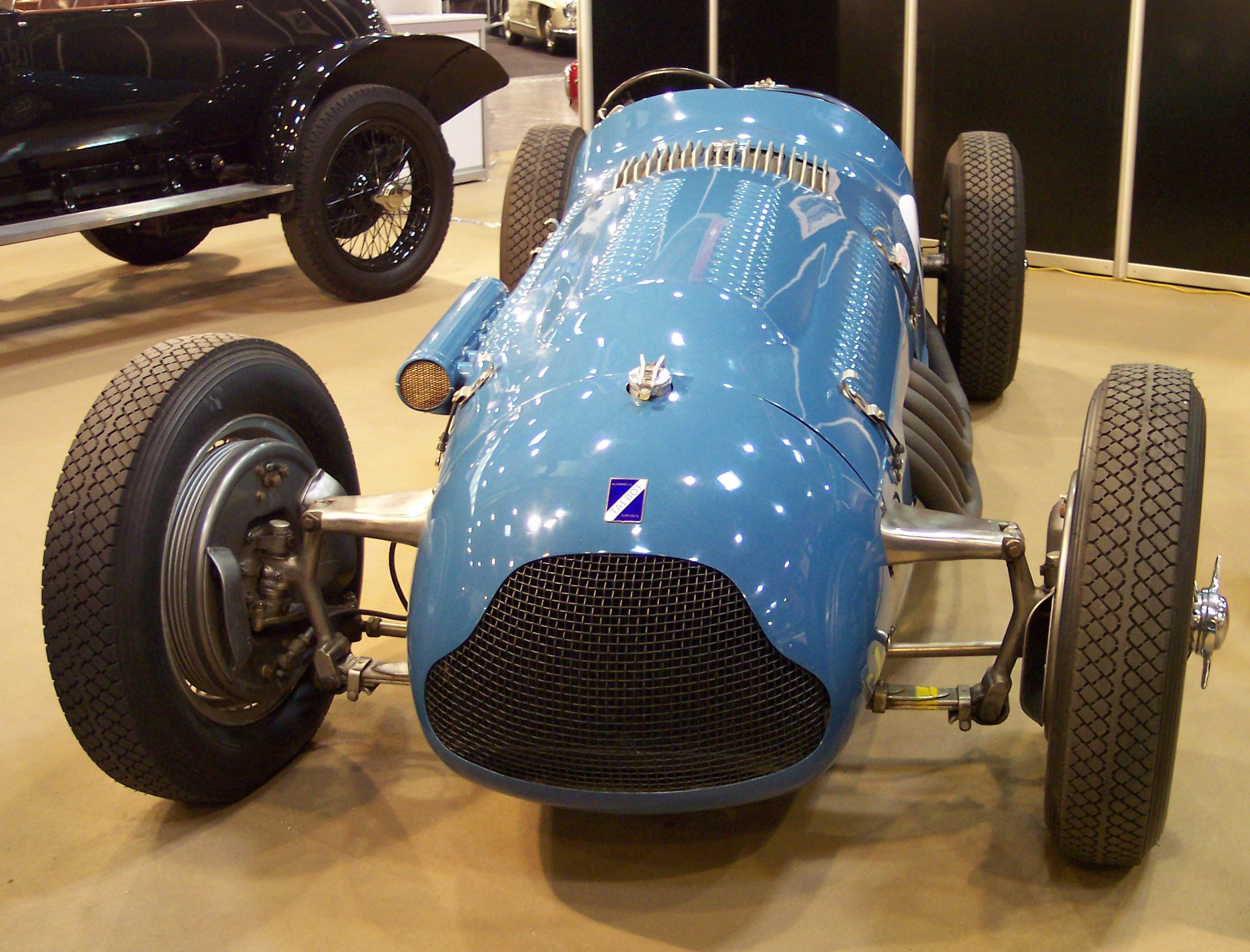
Talbot-Lago T26

## Autres manifestations

### Courses de motos
- Les 175 cm3 et 250 cm3 et les 350 cm3 et 500 cm3 courent ensemble[5].
- Georges Berthier trouve la mort lors des essais.

|         | Pos   | Pilote                                      | Moto       |
| 175 cm3 | 1 2 3 | Benetien Berlié Léopold Barde Picout Jean   | Benelli    |
| 250 cm3 | 1 2 3 | Fergus Anderson Dario Ambrosini Peany       | Moto Guzzi |
| 350 cm3 | 1 2 3 | Georges Monneret Georges Houel Ernie Thomas | Velocette  |
| 500 cm3 | 1 2 3 | Fergus Anderson André Post Jean Behra       | Moto Guzzi |

### Coupe Robert Benoist
Cette épreuve en l’honneur du pilote Robert Benoist exécuté pendant la Seconde Guerre mondiale a lieu le dimanche et rassemble les voiturettes de 1 100 cm3 à 2 000 cm3. La course est très disputée du fait de l'instauration de primes par tours. Jean-Pierre Wimille gagne la course sur sa Gordini en 1 h 24 min 47 s et 94,275km/h de moyenne devançant des pilotes comme Amédée Gordini et Maurice Trintignant.

### Meeting Aérien
Un meeting aérien et des démonstrations sont organisés tout au long du week-end.